# Revolta de 27 de abril de 1913
A Revolta de 27 de abril de 1913, também conecida pela Revolta radical, foi uma tentativa de golpe de Estado ocorrida em Lisboa no dia 27 de Abril de 1913, um domingo, visando a destituição pela força do V Governo Republicano, presidido por Afonso Costa. Foi o primeiro golpe organizado por republicanos portugueses contra um governo da Primeira República Portuguesa, sendo inspirado pelos denominados republicanos radicais agrupados na Federação Radical Republicana. A tentativa de golpe levou à criação da denominada formiga branca, uma rede de espiões e caceteiros que dominaria a vida política dos anos subsequentes.

## Descrição
O movimento iniciou-se com uma manifestação de membros da Federação Radical Republicana, então presidida por Mário Monteiro, um advogado e líder republicano. Aos manifestantes juntaram-se membros da Sociedade n.º 1 de Instrução Militar e quando estavam diante do quartel do Regimento de Infantaria n.º 5 integraram-se também militares daquela unidade, chefiados pelo capitão Lima Dias e pelo tenente Dinis.
Os manifestantes percorreram então outros quartéis da cidade de Lisboa à procura de adesões, sem o terem conseguido. Em consequência, os militares mais graduados que integravam o movimento foram detidos, entre os quais o capitão-de-mar-e-guerra Álvaro Soares Andrea e o general Fausto Guedes. Foram também detidos muitos civis, entre os quais Mário Monteiro.
O movimento foi dominado, sobrevivendo o governo, mas a instabilidade resultante provocou múltiplos incidentes nos dias imediatos.